# Human After All (Remixes)
Human After All (Remixes) es un álbum de remixes del dúo francés de música electrónica Daft Punk, que fue lanzado el 29 de marzo de 2006 en exclusiva para Japón y fue reeditado en junio de 2014 con 4 tracks nuevos, nuevamente solo para Japón. Aunque, posteriormente, en agosto de ese mismo año, el álbum se relanzó a nivel internacional en formato digital. Este cuenta con numerosos remixes de las canciones del álbum del mismo nombre. Una edición limitada del álbum incluía dos figuras Bearbrick del dúo.

| Human After All (Remixes) |                                                     |          |  |
| N.º                       | Título                                              | Duración |  |
| 1.                        | «Robot Rock (Soulwax Remix)»                        | 6:31     |  |
| 2.                        | «Human Human After All (SebastiAn Remix)»           | 4:48     |  |
| 3.                        | «Technologic (Peaches No Logic Remix)»              | 4:38     |  |
| 4.                        | «Brainwasher (Erol Alkan's Horrorhouse Dub)»        | 6:05     |  |
| 5.                        | «Prime Time of Your Life (Para One Remix)»          | 3:52     |  |
| 6.                        | «Human After All (Guy-Man After All Justice Remix»  | 4:01     |  |
| 7.                        | «Technologic (Digitalism's Highway to Paris Remix)» | 6:01     |  |
| 8.                        | «Human After All (Alter Ego Remix)»                 | 9:26     |  |
| 9.                        | «Technologic (Vitalic Remix)»                       | 5:27     |  |
| 10.                       | «Robot Rock (Daft Punk Maximum Overdrive Mix)»      | 5:54     |  |
| 11.                       | «Human After All (The Juan Mclean Remix)»           | 6:43     |  |
| 12.                       | «Technologic (Basement Jaxx Kontrol Mixx)»          | 5:31     |  |
| 13.                       | «Technologic (Liquid Twins Remix)»                  | 4:10     |  |
| 14.                       | «Human After All (Emperor Machine Version)»         | 6:03     |  |
| 15.                       | «Technologic (Le Knight Club Remix)»                | 5:28     |  |
| 84:33                     |                                                     |          |  |

- Datos: Q2757259